# Sportpalatset, Kiev
Sportpalatset i Kiev (ukrainska: Палац Спорту) är en inomhusarena för sport och konserter i Kiev, Ukraina.

## Historik
Arenan byggdes under åren 1958 till 1960, efter ritningar av Mykhailo Hrechyna och Oleksiy Zavarov, som en stor inomhussportarena och öppnades den 9 december 1960. Utformningen grundar sig på konstruktivistisk arkitektur, en konstnärlig rörelse med mestadels enkla geometriska former.
Under de första 50 åren var Sportpalatset platsen för 16 världsmästerskap, 28 europeiska mästerskap, 42 mästerskap i Sovjetunionen och mer än 4 000 konserter och teaterföreställningar som scenföreställningar. Dessutom var det runt 400 utställningar och mässor. Evenemangen lockade tillsammans mer än 24 miljoner besökare.

### Renoveringar
Åren 1980–1982 rekonstruerades Sportpalatset av Kyivproject Institute och Kyiv Zonal Scientific Research Institute for Experimental Design. Belysningen och de tekniska anläggningarna moderniserades nästan helt, interiörerna och hallarna utökades och försågs med ny belysning. Arenan fick vidare flera omklädningsrum och sidoutrymmen.
Sportpalatset utsågs i september 2004 till värdplats för Eurovision Song Contest 2005, men för detta ändamål krävdes att faciliteterna höjdes till den standard som krävs av European Broadcasting Union (EBU). I slutet av december 2004 påbörjades arbetet med renoveringen av hallen för vilket cirka 4 miljoner franc tilldelades. Renoveringsarbeten skulle vara klara den 20 april, men de slutfördes i början av maj. Arenan kunde då ta emot över 5 000 sittande åskådare. Ytterligare 2 000 pressdelegater togs emot.

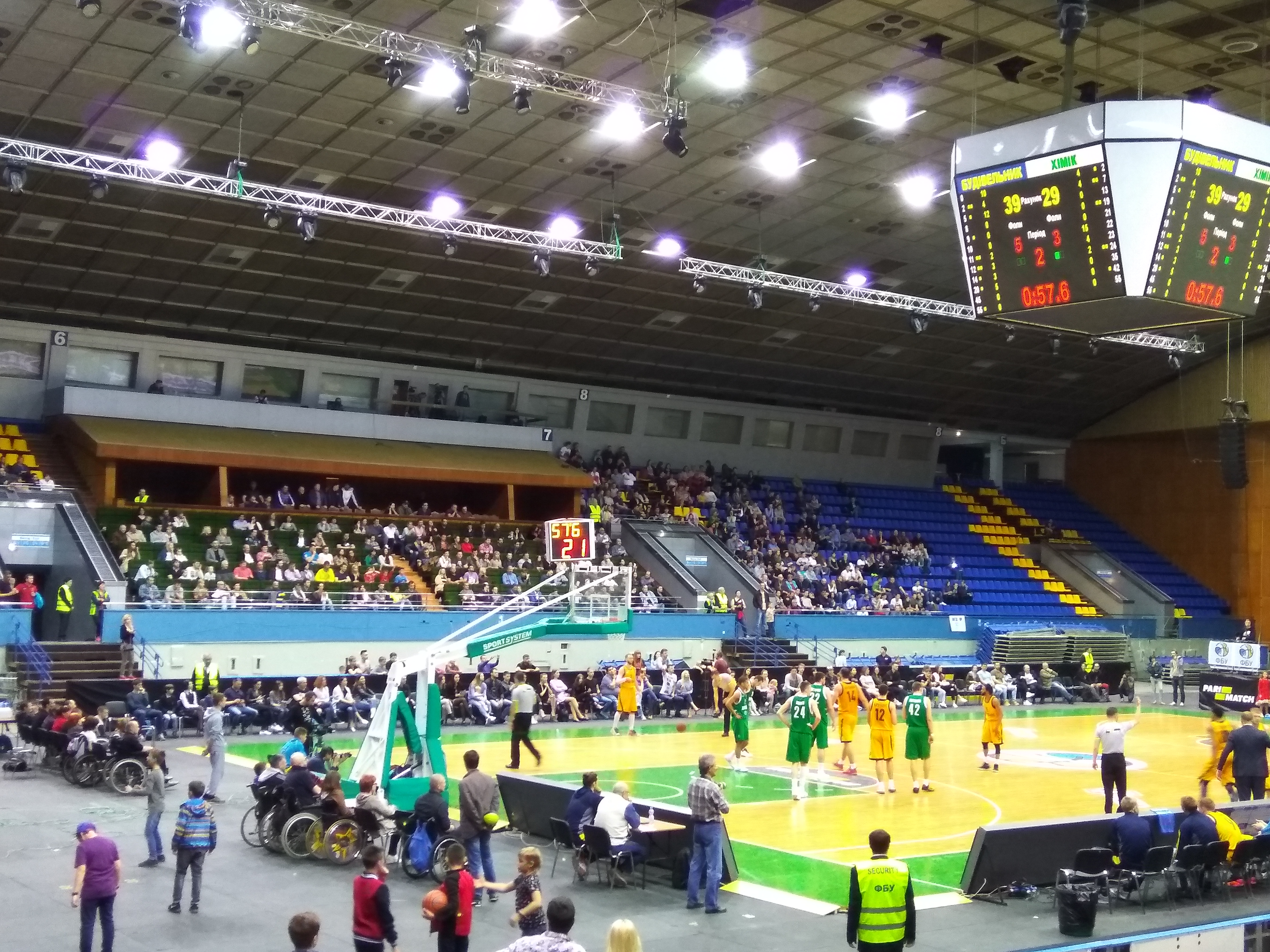
2016–17 Ukrainsk basketboll superliga-final, Budivelynk vs. Khimik (april 2017)

Ytterligare en renovering tog plats från oktober 2010 som förberedelse för värdskap för matcher inom 2011-års världsmästerskap i ishockey, grupp B. Som en del av arbetet rustades sidoutrymmena om helt, sex sportomklädningsrum installerades, hallbelysningen moderniserades och systemen för ventilation, luftkonditionering, värme och brandsäkerhet ersattes helt. Dessutom installerades en modern fyrsidig resultattavla ovanför arenan. På läktarna installerades plastsäten i den nationella flaggans färger: det totala antalet platser för åskådare är 6 900 för sportevenemang och 9 800 i konsertläge.